# Thylacoleo carnifex
Thylacoleo carnifex, zvaný „vačnatý lev“, je vyhynulý druh dravého vačnatce, představitel australské megafauny. Většina nálezů pochází z oblasti Nullarboru, kde byly fosilie dobře konzervovány suchým podnebím: nejstarší jsou z doby před 1 600 000 lety a stáří nejmladších se odhaduje na 46 000 let. 

## Historie
Na zánik tohoto druhu měl pravděpodobně vliv příchod prvních lidí na australský kontinent, který vedl k odlesňování krajiny i k poklesu populací lovné zvěře: o tom, že se domorodci s vačnatými lvy setkali, svědčí skalní rytiny s vyobrazením tohoto zvířete, objevené v severozápadní Austrálii. Vyhynutí mohlo být způsobeno i změnami klimatu.
Tento druh poprvé popsal britský přírodovědec Richard Owen v roce 1859 na základě částí lebky. Sám jej označil za jednoho z „nejstrašlivějších a nejničivějších predátorů”.

## Popis a ekologie
Thylacoleo carnifex měl postavení vrcholového predátora, s délkou těla okolo 1,5 metru, výškou v kohoutku 75 cm a hmotností 101–130 kg byl největším masožravým vačnatcem v Austrálii (původně byly jeho rozměry podhodnocené, udávalo se zhruba jen 45 kg). Měl zatažitelné drápy (jako jediný známý vačnatec) a prodloužené, až šesticentimetrové třenové zuby. Jeho čelisti dokázaly vyvinout stisk, který byl silou srovnatelný se stiskem dvojnásobně většího lva. Měl nejspecializovanější chrup ze všech masožravých savců. Na rozdíl od recentních šelem nepoužíval při zabíjení kořisti převážně špičáky, ty se vyvinuly pouze drobné. Vyjma obrovských premolárů se naopak rozvinuly velké a špičaté řezáky, druh díky nim mohl částečně připomínat hlodavce. Podle robustní stavby těla nebyl příliš rychlým běžcem, dokázal však možná šplhat po stromech. Podobně jako současní levharti si možná své úlovky vynášel do korun stromů nebo do jeskyní. Podle tohoto stylu lovu tvořili jeho kořist převážně větší živočichové, jako byl Diprotodon nebo Protemnodon. Protože paleontologové často nalezli pohromadě kostry jedinců různého stáří, předpokládá se, že vačnatý lev žil společenským životem.